# Adamstown (Pitcairn-szigetek)
Adamstown a Pitcairn-szigetek fővárosa és a brit tengerentúli terület egyetlen települése.

## Népessége

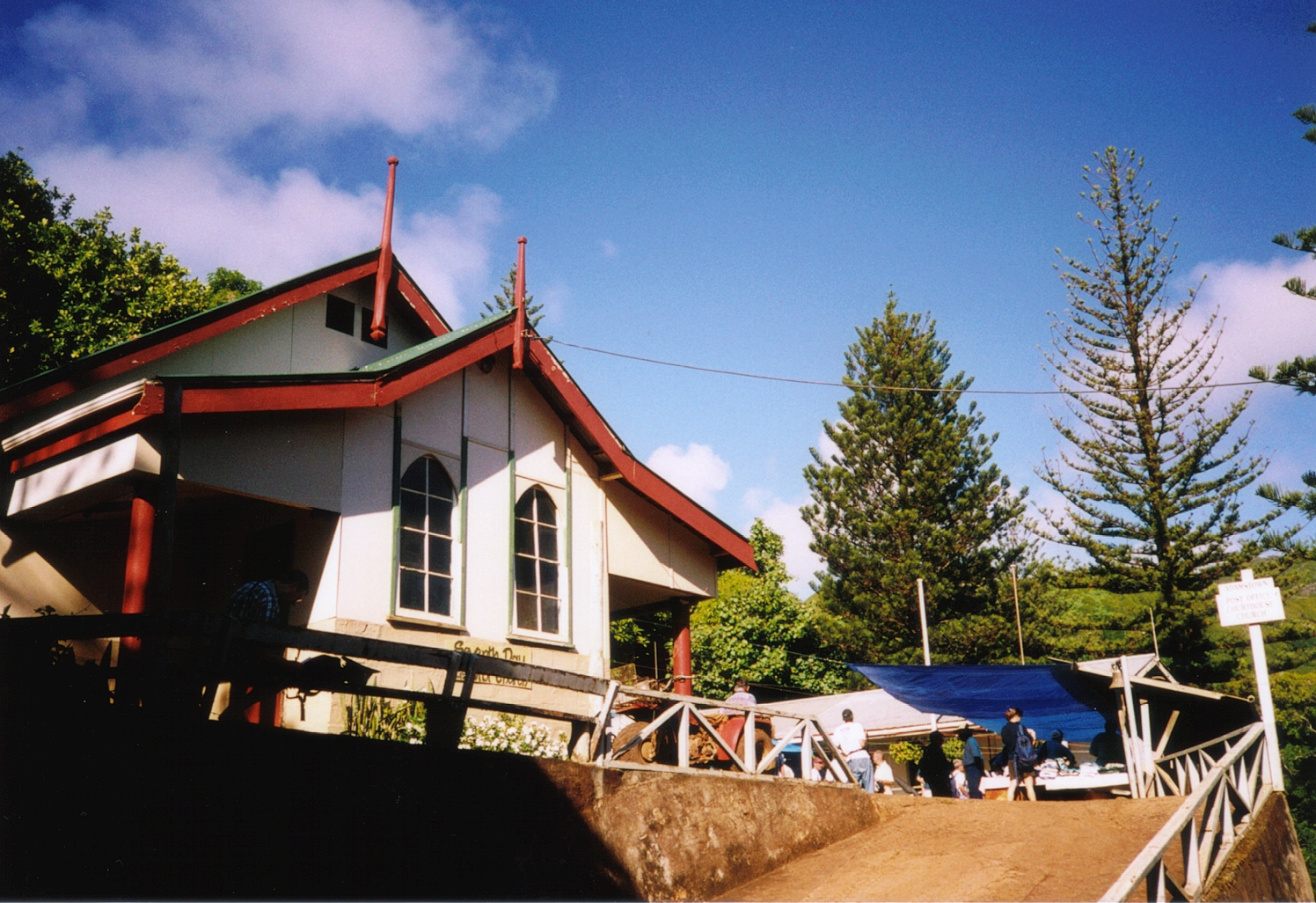
Adamstown temploma

Adamstown népességét 56 fő teszi ki, amely a Pitcairn-szigetek teljes lakossága: a szigetcsoport többi tagja lakatlan. Adamstown az a hely, ahol az emberek étkeznek és alszanak, a sziget többi területein pedig földet művelnek.
A település jelenleg az egyik legkisebb főváros a világon. Műholdas internet- és telefoneléréssel rendelkezik, televíziócsatornák is így foghatóak. A kommunikáció elsődleges módja itt még mindig az amatőr rádió. Egyetlen elnevezett utcája a Hill of Difficulty (a Nehézség dombja). Nagyjából 10 ember él a Pitcairn-szigetek egyetlen kerületében, Kundur Marqa területén, mely egy ázsiai kerület.[forrás?]

## Története
A település története együtt fonódott a szigetcsoport történetével, amely a 11. században kezdődött a polinézek letelepedésével. A polinézok egy új kultúrát alapítottak, amely négy évszázadon át virágzott, majd eltűnt. A szigetre 1790-ben telepedett le britek egy csoportja az HMS Bounty hajóról, illetve néhány velük tartó tahiti ember.

## Földrajz

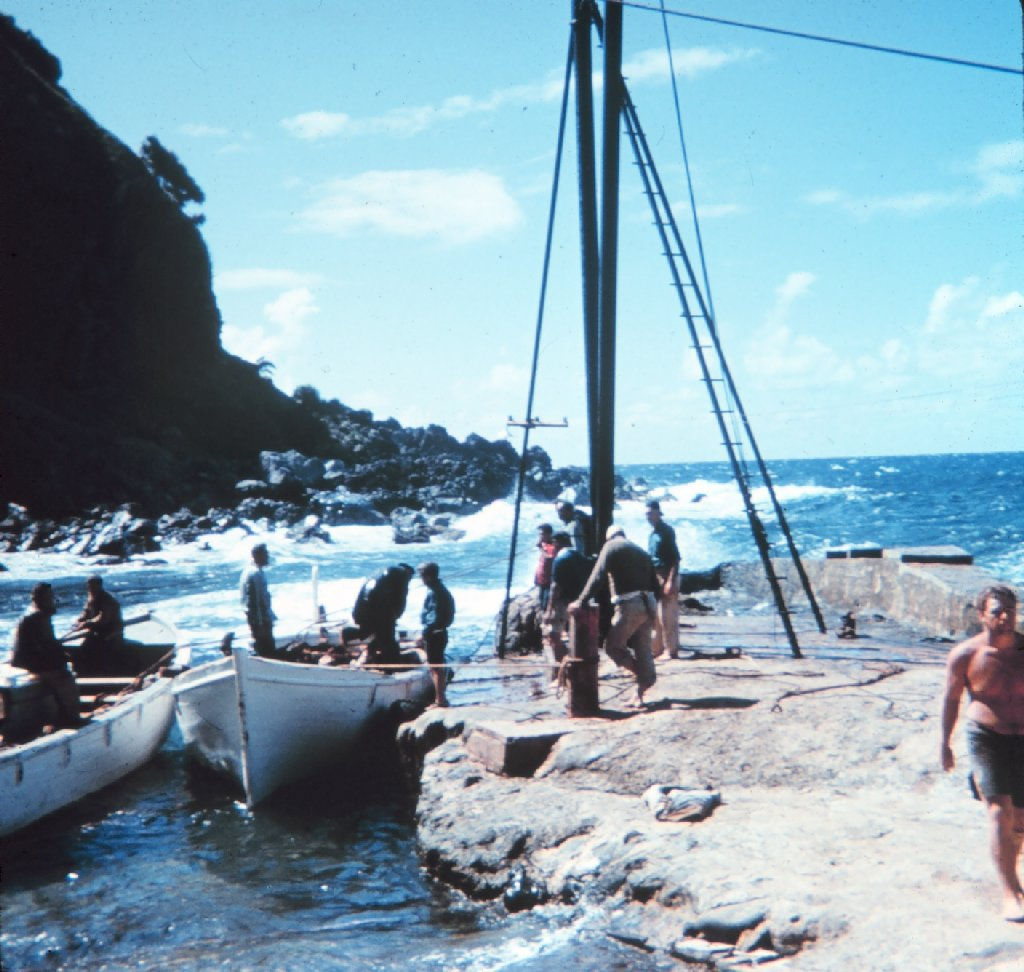
Emberek érkeznek a Pitcairn-szigetre

A település a Pitcairn-sziget északi felén található és a Csendes-óceán felé néz. Közel található a Bounty-öbölhöz, ahol a sziget egyetlen tengeri kikötője található.

## Éghajlat
Adamstown forró, nedves éghajlattal rendelkezik, éves csapadékösszege 1700 mm körül alakul. A hőmérsékleti adatok nem változnak sokat az év során. A település a trópusi éghajlati övben fekszik.
| Hónap                         | Jan. | Feb. | Már. | Ápr. | Máj. | Jún. | Júl. | Aug. | Szep. | Okt. | Nov. | Dec. | Év   |
| ----------------------------- | ---- | ---- | ---- | ---- | ---- | ---- | ---- | ---- | ----- | ---- | ---- | ---- | ---- |
| Átlagos max. hőmérséklet (°C) | 25,7 | 26,2 | 25,9 | 24,4 | 22,8 | 21,6 | 21,0 | 20,6 | 21,1  | 22,2 | 23,0 | 24,4 | 23,2 |
| Átlaghőmérséklet (°C)         | 23,2 | 23,6 | 23,4 | 22,1 | 20,8 | 19,6 | 18,9 | 18,3 | 18,8  | 19,7 | 20,6 | 22,0 | 20,9 |
| Átlagos min. hőmérséklet (°C) | 20,6 | 21,0 | 20,8 | 19,8 | 18,7 | 17,5 | 16,8 | 16,0 | 16,4  | 17,2 | 18,2 | 19,5 | 18,5 |
| Átl. csapadékmennyiség (mm)   | 121  | 140  | 119  | 133  | 131  | 154  | 150  | 125  | 138   | 137  | 122  | 163  | 1633 |
| Forrás: Weatherbase           |      |      |      |      |      |      |      |      |       |      |      |      |      |

## Híres személyek
- Fletcher Christian (1764–1793): a szigetre érkező első angol hajón kitört lázadás vezetője
- John Adams (1767–1829): lázadó a szigetre érkező első angol hajóról
- Ned Young (1762–1800): lázadó a szigetre érkező első angol hajóról
- Thursday October Christian (1790–1831): a szigetre érkező első angol hajón kitört lázadás vezetőjének fia
- Joshua Hill (1773–1844?): amerikai felfedező, aki a britek után, 1832-ben érkezett a szigetre
- Steve Christian (1951–): Pitcairn első polgármestere
- Meralda Warren (1959–): művész, költő

## Fordítás
Ez a szócikk részben vagy egészben  az   Adamstown, Pitcairn Islands című angol Wikipédia-szócikk ezen változatának fordításán alapul.  Az eredeti cikk szerkesztőit annak laptörténete sorolja fel. Ez a jelzés csupán a megfogalmazás eredetét és a szerzői jogokat jelzi, nem szolgál a cikkben szereplő információk forrásmegjelöléseként.